# Use the Man
Use the Man — песня американской хэви-метал-группы Megadeth из альбома Cryptic Writings, выпущенного в 1997 году. Композиция заняла 15 место в чарте Mainstream Rock Tracks.

## Тематика лирики
Эта песня про человека, умершего от передозировки героина . Басист группы, Дэвид Эллефсон, говорил в интервью: «У нас есть друг в этом городе [Финикс], который помогает наркоманам. Его друг умер от передозировки героина. Он нам поведал об этом».

## Музыка
Начало композиции позаимствовано из песни «Needles and Pins» британской группы The Searchers .

## Список композиций
1. «Use the Man» (редакция) - 4:04
2. «Use the Man» - 4:35

## Участники записи
- Дэйв Мастейн — акустическая и ритм-гитара, вокал
- Марти Фридмен — соло-гитара
- Дэвид Эллефсон — бас-гитара
- Ник Менца — барабаны